# Котельники
Коте́льники (рос. Котельники) — місто обласного підпорядкування, адміністративний центр Котельниківського міського округу Московської області Росії.

## Назва
Існує декілька легенд, які пояснюють походження назви міста, але всі вони пов'язані зі словом «котел» (казан). За одною з них саме на місці сучасних Котельників зупинялось на відпочинок військо Дмитра Донського яке йшло на Куликове поле — воїни під час привалу варили в котлах (казанах) куліш. Інша легенда, більш правдоподібна пов'язує назву з рельєфом місцевості — так на Русі називали невеликі болотисті низини, яких тут вдосталь.

## Історія
Перша письмова згадка, яка збереглася про поселення з назвою Котельники датується 1623 роком.1651 року Котельники купив Борис Іванович Морозов — вихователь спадкоємця російського престолу Олексія Михайловича Романова. У той період село заселялось втікачами з України, тож доволі швидко зростало. 1676 року у селі почалось будівництво кам'яної церкви Казанської ікони Божої Матері яке завершилось 1685 року. Оскільки місцеві землі були малопридатні до землеробства, то Котельники формувались як один із центрів підприємництва. Під час війни 1812 року село було спалено на дві третини, храм хоча й вцілів, однак був розграбований. Після війни село з аукціону у 1818 році придбав князь Сергій Михайлович Голіцин.
У 1938 році у складі Ухтомського району Московської області було утворено робітниче селище Котельники, яке згодом увійшло до складу Люберецького району. З 1996 року Котельники є самостійним муніципальним утворенням. У червні 2004 року селище Котельники перетворено у місто, а у грудні 2007 року отримало статус міста обласного підпорядкування.
2004 року смт Котельники отримало статус міста, а у 2007 року отримало статус обласного підпорядкування.

## Населення
Населення — 32338 осіб (2010; 17747 у 2002).

## Господарство

### Промисловість, торгівля

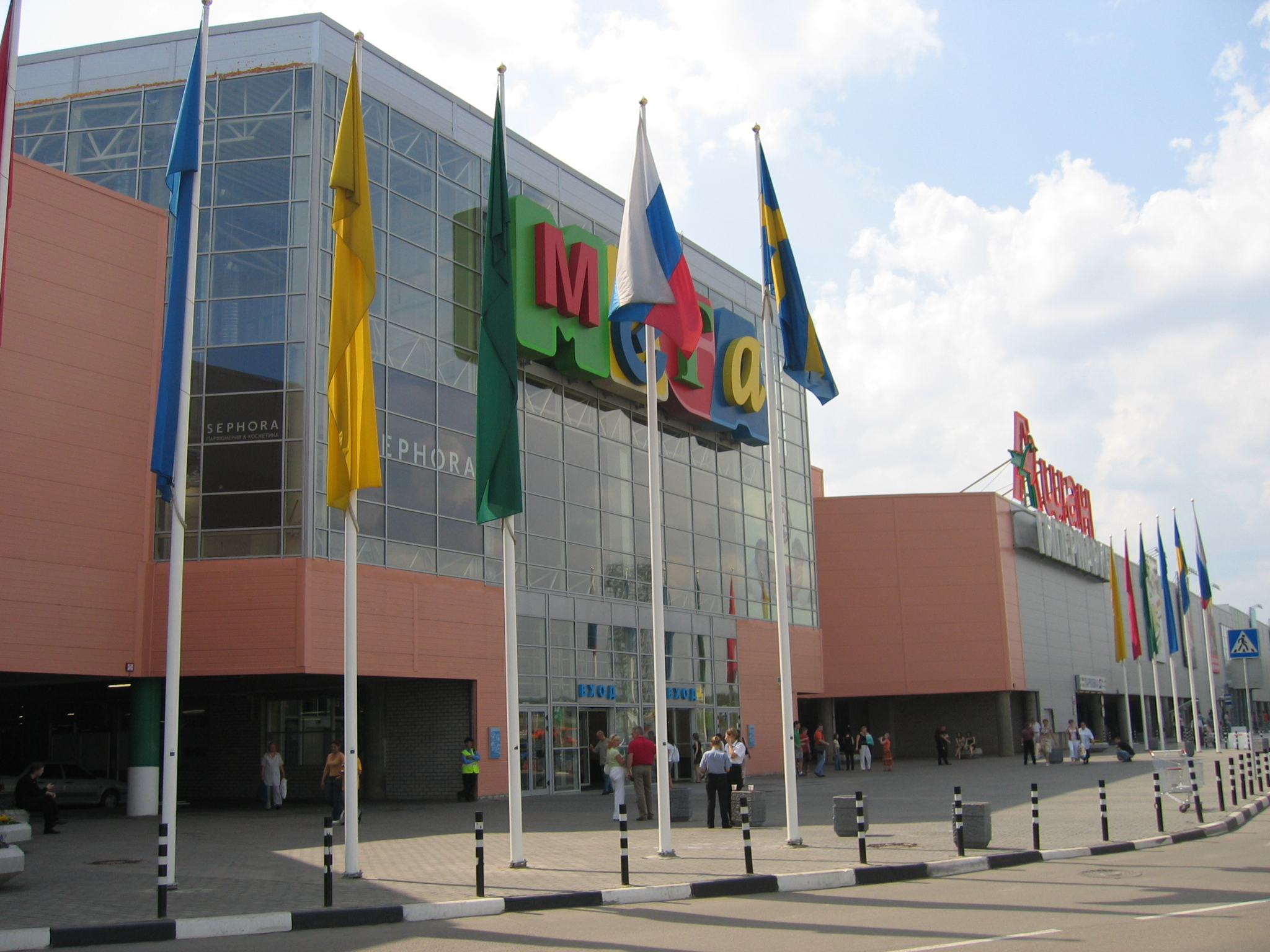
Найбільший в Європі мегамаркет «Мега» в Котельниках

З початком ХХІ століття місто увійшло в число найбільших економічно розвинутих муніципальних утворень Підмосков'я. Серед них завод з виробництва натуральних соків «Нідан-Гросс», завод з виробництва салатів та овочів «Біла Дача Трейдинг». Також десятки нових підприємств працюють в колишніх промзонах заводу «ЛКСМіК» та Люберецького килимового комбінату. Також у місті розташовано найбільший в Європі Торговельно-розважальний центр «Мега-Белая Дача».

### Транспорт
У місті розташована невелика залізнична станція Янічкіно. 21 вересня 2015 року відкрито метростанцію Котельники.

### Пам'ятки історії та архітектури

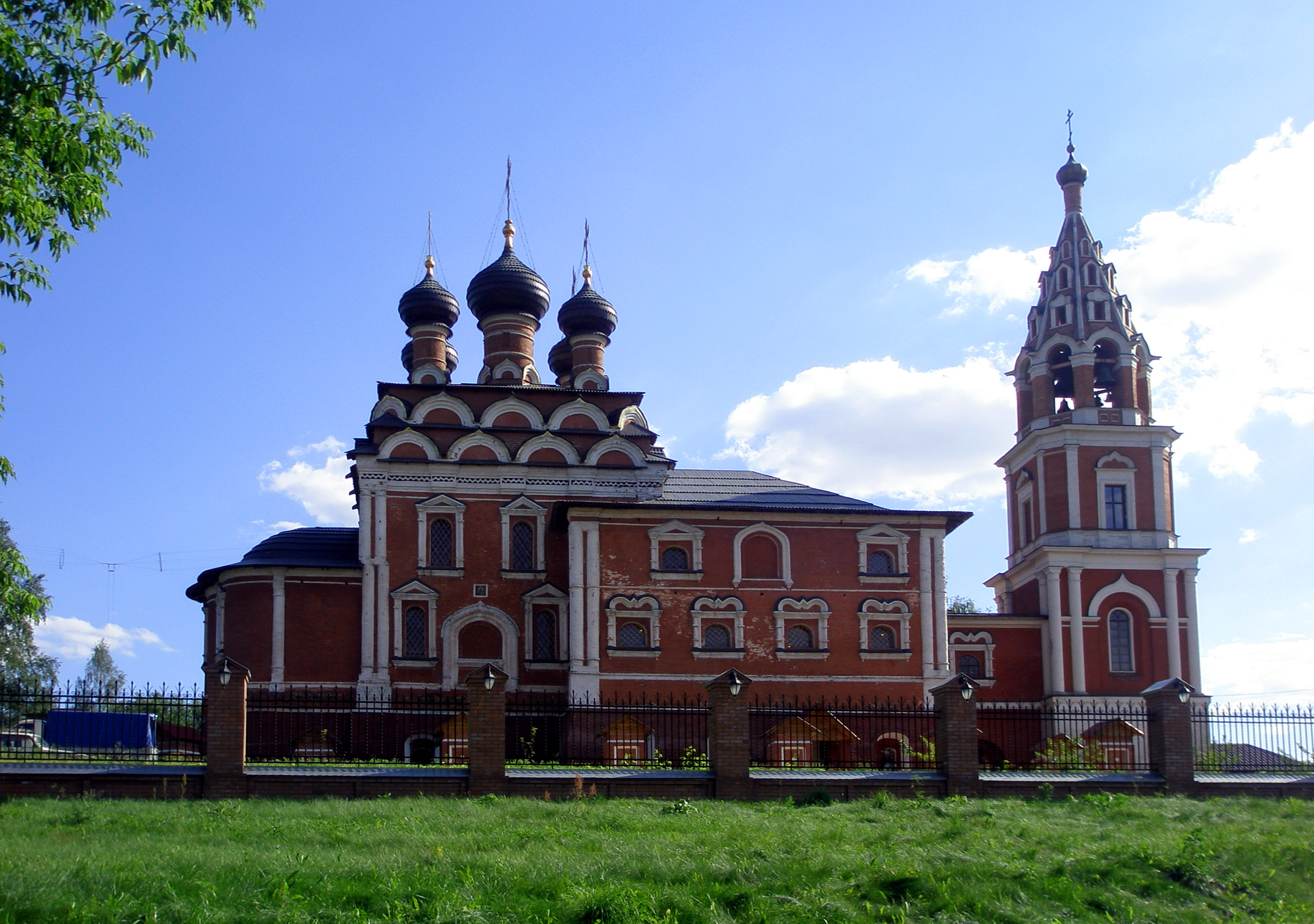
Церква Казанської ікони Божої Матері

Статус пам'ятки архітектури кінця 19 — початку 20 століття має садиба «Біла дача» до складу якого входить головний дім, два флігелі, алея та парк із ставком.
У число найгарніших пам'яток підмосковної архітектури входить храм Казанської Матері Божої. У радянські часи храм було зачинено і лише у 1989 році його було повернуто віруючим.

### Релігія
У місті розташовано церкву Казанської Ікони Божої Матері, яка датується 1684 році. Церква має престоли Казанської Ікони Божої Матері, Миколи Чудотворця, Панкратія Римського, Феодосія.

## Міста-побратими
- Рогачов (Білорусь)
- Соколув-Підляський (Польща)
- Судак (Україна)[7]